# 엔 (1990년)
엔(본명: 차학연, 1990년 6월 30일 ~ )은 대한민국의 보이 그룹 빅스의 리더, 리드보컬, 메인댄서를 맡고 있다.

## 학력
- 용지초등학교
- 반송중학교
- 건국대학교 사범대학 부속고등학교
- 호원대학교 뮤지컬학과 (학사)
- 단국대학교 대중문화예술대학원

## 음반

### OST
| 앨범                       | 발매일           | 가수     | 수록곡                                  |
| -------------------------- | ---------------- | -------- | --------------------------------------- |
| W OST Part 9               | 2016년 9월 7일   | 엔, 여은 | 1. 니가 없는 난 2. 니가 없는 난 (Inst.) |
| 붉은 달 푸른 해 OST Part 4 | 2018년 12월 26일 | 엔       | 1. 가장자리 2. 가장자리 (Inst.)         |

### 참여 앨범
| 번호 | 음반 정보                                     | 트랙 리스트                   | 세부 사항                                  |
| ---- | --------------------------------------------- | ----------------------------- | ------------------------------------------ |
| 1    | 《Stress Come On!》 - 발매일: 2014년 8월 20일 | 1. Stress Come On! 뮤직비디오 | 형돈이와 대준이의 히트제조기 프로젝트 앨범 |
| 2    | 《오징어 된장》 - 발매일: 2015년 1월 16일     | 1. 오징어 된장 뮤직비디오     | 형돈이와 대준이의 히트제조기 프로젝트 앨범 |

## 가수 외 활동

### 드라마
- 2014년 MBC 주말드라마 《호텔킹》 - 노아 역
- 2015년 SBS 주말드라마 《떴다! 패밀리》 - 차학연 역
- 2015년 KBS2 월화드라마 《발칙하게 고고》 - 하동재 역
- 2016년 웹 드라마 《투모로우보이》 - 안태평 역
- 2016년 웹 드라마 《얘네들 MONEY?!》 - 최금손 역
- 2017년 OCN 주말드라마 《터널》 - 박광호 역 - 1988년생. 강력반 경장
- 2017년 KBS2 월화드라마 《완벽한 아내》 - 브라이언 리 역
- 2018년 tvN 수목드라마 《아는 와이프》 - 김환 역
- 2018년 MBC 수목드라마 《붉은 달 푸른 해》 - 이은호 역
- 2021년 tvN 단막극 《드라마 스테이지 - 더 페어》 - 고도영 역
- 2021년 tvN 토일드라마 《마인:MINE》 - 한수혁 역
- 2021년 tvN 월화드라마 《어사와 조이》 - 최승율 역
- 2021년 tvN 금토드라마 《배드 앤 크레이지》 - 오경태 역
- 2022년 MBC 금토드라마 《내일》 - 김훈 역
- 2022년 KBS2 단막극 《KBS 드라마 스페셜 - 얼룩》 - 공지훈 역
- 2023년 MBC 금토드라마 《조선변호사》 - 유지선 역
- 2023년 tvN 금토드라마 《무인도의 디바》 - 강우학 / 정채호 역
- 2025년 MBC 금토드라마 《노무사 노무진》 - 고견우 역

### 방송
- 《식신로드》 (2012년, K-Star)
- 《세바퀴》 (2013년, MBC)
- 《쇼챔 트루백쇼》 (2013년, MBC MUSIC)
- 《더 로맨틱 & 아이돌》 (2012년, tvN)
- 《형돈이와 대준이의 히트제조기》 (2014년, MBC every1)
- 《형돈이와 대준이의 히트제조기 시즌2》 (2014년, MBC every1) (히트제조기를 통해 유닛 "빅병"활동을 했었다)
- 《오늘부터 출근》 (2014년, tvN)
- 《신동엽과 총각파티》 (2015년, MBC every1)
- 《쇼! 음악중심》 (2015년, MBC)
- 《학교 다녀오겠습니다》 (2015년, JTBC)
- 《주간아이돌》 (2015년, MBC every1)
- 《정글의 법칙》 (2015년, SBS)
- 《백종원의 3대 천왕》 (2016년, SBS)
- 《꽃미남 브로맨스》 (2016년, Mbig TV)
- 《립스틱 프린스 2》 (2017년, 온스타일)
- 《복면가왕》 (2017년, MBC) - 내 귀에 취향저격 다트맨
- 《라디오스타》 (2018년, MBC) - 558회
- 《배틀트립》(2018년, KBS2)
- 《뮤직뱅크》(2018년, KBS2) - 스페셜 MC
- 《섹션TV 연예통신》 (2018년, MBC)
- 《수요미식회》 (2018년, tvN)
- 《놀라운 토요일》 (2023년, tvN)

### 영화
- 《태양의 노래》 (2025년~2020년 과거 이해일)

### 라디오
- 《빅스 엔 케이팝》 (2015년, 민준)

### 뮤지컬
- 《광화문연가》 (2011년, 앙상블)
- 《인 더 하이츠》 (2016년~2017년, 베니)
- 《인터뷰》 (2017년, 2018년 싱클레어)
- 《귀환》 (2019년~2020년 과거 이해일)

### 뮤직비디오
- 브라이언 - 너 따윈 버리고 (Feat. 타이거 JK) (2012)
- 케이윌, 마마무 - 썸남썸녀 (Feat. 휘성) (2014)

## 수상 및 후보
| 연도 | 시상식              | 부문                               | 작품            | 결과 |
| ---- | ------------------- | ---------------------------------- | --------------- | ---- |
| 2019 | 제 14회 숨피 어워즈 | 최고의 아이돌 배우상               | 붉은 달 푸른 해 | 후보 |
| 2022 | KBS 연기대상        | 드라마스페셜 • TV시네마상 남자부문 | 얼룩            | 수상 |